# Filippo Penati
Filippo Luigi Penati (Monza, 30 dicembre 1952 – Sesto San Giovanni, 9 ottobre 2019) è stato un politico e dirigente sportivo italiano.
Ha ricoperto la carica di presidente della provincia di Milano dal 2004 al 2009.

## Biografia
Sposato con Rita, ha avuto due figli. Prima di dedicarsi alla politica a tempo pieno ha svolto la professione di insegnante e assicuratore, ed è stato inoltre vicepresidente regionale dell'Associazione Circoli Cooperativi Lombardi, un settore della Lega delle Cooperative.
A luglio 2019 rese noto che un anno prima gli era stato diagnosticato un cancro: Penati affermò che i suoi medici ne attribuivano la causa, in parte, anche allo stress delle lunghe vicende giudiziarie in cui era stato coinvolto. Morì nell'ottobre seguente, all'età di 66 anni.

### Carriera politica

#### Assessore a Sesto San Giovanni
Iscritto sin da giovane al Partito Comunista Italiano, negli anni 1980 inizia a dedicarsi alla funzione di pubblico amministratore nel suo comune di residenza, Sesto San Giovanni, città tra Milano e Monza dalla tradizionale forte presenza operaia.
Dal 1985 al 1993 svolge l'ufficio di assessore al bilancio e all'urbanistica nella giunta di sinistra.

#### Sindaco di Sesto San Giovanni
Nel 1994, alla guida dell'Alleanza dei Progressisti, una coalizione composta interamente da partiti di sinistra che si richiama direttamente a quella guidata a livello nazionale da Achille Occhetto, è il primo sindaco di Sesto San Giovanni eletto direttamente dai cittadini. Nel 1998 si ripresenta contando su una coalizione allargata ad alcune forze del centro: sono gli anni dell'Ulivo. Penati è riconfermato alla guida del suo comune con il 56% di voti di preferenza al primo turno, e occupa la carica di primo cittadino sino al 2001.
Nel 1999 si candida alle elezioni per il Parlamento europeo nella circoscrizione Nord–Ovest, ottenendo 13.698 voti di preferenza e piazzandosi al sesto posto dei 23 candidati dei Democratici di Sinistra, terzo dei non eletti.
Dal 2001 al 2004 riveste il ruolo di segretario della federazione metropolitana milanese dei DS.

#### Presidente della Provincia di Milano
Nel 2004, alla scadenza del mandato della Presidente provinciale di centro-destra Ombretta Colli, Penati decide di candidarsi alla guida della provincia per la coalizione di centro-sinistra e, il 27 giugno, al secondo turno delle elezioni amministrative, ottiene 870.653 voti, pari al 54%, contro i 741.721 (46%) della Colli, risultando eletto presidente della Provincia di Milano. È sostenuto, in consiglio provinciale, da una maggioranza costituita da Democratici di Sinistra, La Margherita (questi due partiti sono poi confluiti nel Partito Democratico, cui ha aderito lo stesso Penati), Socialisti Democratici Italiani, Repubblicani Europei, Verdi, Rifondazione Comunista, Comunisti Italiani, UDEUR, Di Pietro - Occhetto e La Lista - A.P.E; a questi partiti, a seguito della scissione verificatasi nei DS, si è aggiunto il gruppo consiliare di Sinistra Democratica. Alle elezioni amministrative del 2009 si ricandida come presidente della provincia, ma viene sconfitto al ballottaggio dal candidato del centro-destra Guido Podestà, che lo supera di 4.626 voti.
Nel 2006 è componente della Commissione permanente per l'innovazione tecnologica nelle Regioni e negli Enti locali istituita dalla Conferenza Unificata presso il Dipartimento per gli affari regionali e le autonomie locali. Dal novembre 2006 sino al 2009 fa parte del consiglio di amministrazione del Teatro alla Scala, ed è inoltre membro del comitato di candidatura per l'Expo 2015. Penati ha fatto parte della direzione nazionale dei Democratici di Sinistra e del consiglio federale dell'Ulivo sino allo scioglimento di entrambi questi organismi in occasione della nascita del Partito Democratico. Penati in seguito è stato nominato dal segretario nazionale Walter Veltroni nel coordinamento nazionale del nuovo partito.
Sempre nel 2009 è prima coordinatore nazionale della "mozione Bersani" nella fase congressuale del PD, e dopo la vittoria di Bersani alle primarie dello stesso anno viene chiamato ad assumere l'incarico di Capo della sua Segreteria politica. Lascerà l'incarico nel novembre 2010, dopo la vittoria dell'indipendente Giuliano Pisapia, appoggiato da Sinistra Ecologia Libertà, alle primarie del centro-sinistra per designare il candidato della coalizione a sindaco di Milano, dopo la sconfitta del candidato ufficiale del PD, sponsorizzato da Penati, l'architetto Stefano Boeri.

#### Dalla candidatura alla Regione Lombardia all'addio alla politica
Nel 2010 viene candidato dal PD con il centro-sinistra alla presidenza della Lombardia: viene rieletto presidente Roberto Formigoni del centro-destra per la quarta volta, mentre Penati in rappresentanza delle minoranze viene eletto dal Consiglio regionale vicepresidente dello stesso. A causa di indagini che lo vedono coinvolto, nel 2011 si dimette dalla carica (gli subentra alla vicepresidenza del Consiglio lombardo Sara Valmaggi, sempre del PD).
Il 26 ottobre 2012, a seguito delle dimissioni di quasi tutti i consiglieri regionali della Lombardia, si scioglie il Consiglio regionale e si va a elezioni anticipate; Filippo Penati annuncia così il suo ritiro definitivo dalla politica.

### Procedimenti giudiziari
Il 20 luglio 2011 viene indagato dalla Procura della Repubblica di Monza per concussione e corruzione in merito a presunte tangenti intascate sulla riqualificazione dell'ex Area Falck di Sesto San Giovanni. Il 25 agosto 2011 il Giudice per le indagini preliminari respinge la richiesta d'arresto che era stata formulata dalla Procura nei suoi confronti, pur riconoscendo «gravi indizi di reato», mentre il Pubblico ministero aveva ravvisato «gravissimi episodi di corruzione»; Penati ha commentato la decisione ribadendo la «totale estraneità ai fatti che mi sono addebitati». Decide inoltre di autosospendersi dal Partito Democratico e di uscire dal gruppo consiliare regionale, per «scindere nettamente la mia vicenda personale dalle questioni politiche» e «per non creare problemi e imbarazzi al Partito», dichiarando anche l'intenzione di rinunciare alla prescrizione; il 5 settembre successivo la Commissione di garanzia del Partito Democratico formalizza la sospensione di Penati dal partito.
Un anno dopo, il 1º ottobre 2012, i PM di Monza chiedono il rinvio a giudizio per Penati nell'ambito del cosiddetto "Sistema Sesto"; il consigliere ribadisce nell'occasione la sua estraneità ai fatti e chiede il giudizio immediato, annunciando inoltre le dimissioni dal consiglio regionale lombardo in caso di accoglimento della richiesta di giudizio da parte del Giudice dell'udienza preliminare. Nel febbraio 2014 la Corte suprema di cassazione dichiara il non luogo a procedere per la sopraggiunta prescrizione del reato, giudicando inammissibile il ricorso di Penati contro la prescrizione stessa al fine di ottenere la piena assoluzione. Il 10 dicembre 2015 viene assolto in primo grado, insieme agli altri dieci imputati, per i rimanenti reati, in quanto «il fatto non sussiste»: nelle motivazioni della sentenza i giudici ravvisano «vischiosità» e «inopportunità», ma ciò «attiene alla sfera dell'etica e non del penalmente rilevante»; definirono inoltre le indagini «superficiali» e «lacunose» nonché in contrasto con i princìpi basilari della Costituzione.

### Altre attività
Ha pubblicato due romanzi, La casa dei notai (2013) e Nemesi (2014).
Dal maggio 2017 è stato il Presidente della GEAS Basket, società di pallacanestro femminile di Sesto San Giovanni.